# Tappeto di guerra

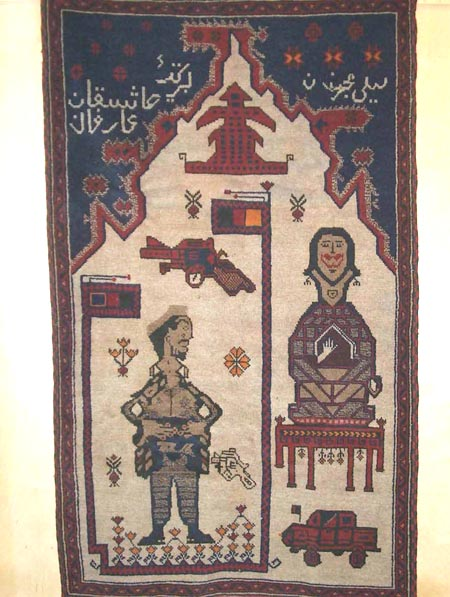
Tappeto di guerra afgano

Con tappeto di guerra si fa riferimento a un particolare tipo di tappeto afgano, realizzato a partire dalla fine degli anni settanta e per tutti gli anni ottanta del Novecento: si hanno tracce di una produzione massiccia di questi tappeti durante il periodo dell'intervento sovietico, avvenuto tra il 1979 e il 1988, e durante la successiva resistenza dei mujaheddin, fino alla costituzione dell'Emirato Islamico dell'Afghanistan, il regime talebano. L'intervento militare americano ha dato un nuovo impulso a questa produzione.

## Motivi
I tappeti di guerra sono così chiamati perché i motivi in essi rappresentati sono figurativi e a tematiche militari: elicotteri e kalashnikov sono le iconografie che sostituiscono i temi tradizionali dei tappeti, a fini propagandistici e per innegiare al jihād.
Secondo alcuni studiosi, i tappeti di guerra sono più semplicemente la deriva di una decadenza nei motivi già in corso prima dell'intervento russo, ossia di un conflitto tra motivi tradizionali e più moderni già in corso negli anni sessanta.